# Jean de Laval-Châtillon
Pour les articles homonymes, voir Jean de Laval et Jean de Châtillon.

D'or à la croix de gueules cantonnée aux cantons 2, 3 et 4 de douze alérions d'azur ordonnés 2 et 2, le premier canton chargé d'un croix ancrée de gueules (Bauçay).

Jean de Laval-Châtillon, chevalier, seigneur de Châtillon, de Montsûrs, d'Aubigné, Courbeveille, Tinténiac, Bécherel, Romillé, fils d'André de Châtillon.  Il est mort en 1398.

## Famille
marié vers 1347 à Isabeau, dame héritière de Tinténiac, de Bécherel et de Romillé, dont :
- Jeanne de Laval-Tinténiac ( + 27 octobre 1437), dame héritière de Châtillon, d'Aubigné, Courbeveille, dame héritière de Tinténiac, de Bécherel et de Romillé, 
mariée à la chapelle de Montmuran en 1374 à Bertrand Du Guesclin, Comte de Longueville, sans postérité, puis,
mariée le 28 mai 1384 par dispense du pape[2] à son cousin Guy XII, comte de Laval, gouverneur de Bretagne, dont :
un enfant décédé en 1398,
- Guy (+ 1404),
et :

- - Anne (1385 + 25 janvier 1466), dame héritière de Laval, baronne héritière de Vitré, vicomtesse héritière de Rennes, de Châtillon, de Gavre, d'Acquigny, d'Aubigné, Courbeveille, dame héritière de Tinténiac, de Bécherel et de Romillé,
mariée le 22 janvier 1404 à Jean de Montfort, seigneur de Kergolay, mariage où furent présents plusieurs évêques et les plus grands seigneurs de Bretagne[3]. De ce mariage sont issus :
Guy XIV de Laval,
André de Lohéac,
Louis de Laval,
Jeanne de Laval, épouse en 1424 de Louis Ier de Bourbon-Vendôme,
Catherine de Laval (Dame de Chauvigny) épouse de Guy III de Chauvigny-Châteauroux, vicomte de Brosse,

## Histoire
Il suivit le parti de Charles de Blois, duc de Bretagne. Il fut fait prisonnier à la bataille d'Auray en 1364, et paya plus de 40 000 écus de rançon. Il est le fondateur du chapitre des Trois-Maries de Montsûrs. 
Il avait été enterré aux Trois-Maries de Montsûrs. Sa tombe fut recouverte d'une plaque de cuivre, autour de laquelle on lisait : Cy gist noble et puissant seigneur sire Jean de Laval, chevalier, sire de Châtillon, de Meslay et de Montsûrs : il décéda le 8e jour de septembre 1398. Lors de la réunion du chapitre de Montsûrs à celui de Collégiale Saint-Tugal de Laval, sa tombe est amenée en haut du chœur de la Collégiale Saint-Tugal de Laval devant un petit autel démoli vers 1740, et la plaque est apportée à Laval et placée sur sa fosse, au niveau du sol. Elle est remplacée par une autre plus petite qu'on fixa dans la muraille.

## Source partielle
- L'art de vérifier les dates